# Голінськ
Голінськ (пол. Golińsk, нім. Göhlenau) — село в Польщі, у гміні Мерошув Валбжиського повіту Нижньосілезького воєводства.
Населення — 339 осіб (2011).
У 1975-1998 роках село належало до Валбжиського воєводства.

## Демографія
Демографічна структура станом на 31 березня 2011 року:
|          | Загалом | Допрацездатний вік | Працездатний вік | Постпрацездатний вік |
| -------- | ------- | ------------------ | ---------------- | -------------------- |
| Чоловіки | 166     | 38                 | 113              | 15                   |
| Жінки    | 173     | 33                 | 102              | 38                   |
| Разом    | 339     | 71                 | 215              | 53                   |